# 渡邊一正
渡邊 一正（わたなべ かずまさ、1966年 - ）は、日本の指揮者、ピアニストである。

## 経歴
- 1996年 - 2021年　東京フィルハーモニー交響楽団　指揮者
- 1995年 - 2002年　広島交響楽団　正指揮者
- 2001年 - 2002年　大阪市音楽団　首席客演指揮者

NHKのFMシンフォニーコンサートにしばしば登場する他、近年はNHK交響楽団を定期的に指揮している。サンクトペテルブルク交響楽団の定期演奏会に客演するなど、海外でも活躍している。ピアニストとしての実力も高く、弾き振りのプログラムも数多く行う。